# Dialetti marchigiani
I dialetti marchigiani costituiscono un continuum linguistico tipico della regione italiana delle Marche, il cui territorio non è mai stato linguisticamente unito. La regione è attraversata infatti dalle linee isoglosse Massa-Senigallia e Roma-Ancona, che sono importanti confini linguistici anche a livello nazionale. I dialetti marchigiani appartengono pertanto a tre diversi sistemi dialettali: il gallo-italico, l'italiano mediano e l'italiano meridionale; esistono anche zone miste di difficile classificazione.
Tuttavia è importante anche evidenziare l'assenza nel territorio marchigiano di cesure brusche tra le varie aree linguistiche; passando da una all'altra si assiste invece sempre ad una gradualità di differenze fonetiche, sintattiche e lessicali. Il continuum dialettale marchigiano presenta analogie con quello del Lazio e con quello umbro. In particolar modo si possono evidenziare analogie tra i dialetti umbri meridionali e quelli della provincia di Macerata e di Fermo, in quanto appartenenti ai dialetti mediani propriamente detti; parimenti esistono analogie tra quasi tutti i dialetti della parte meridionale della provincia di Ancona e i dialetti umbri settentrionali (in particolar modo i dialetti di Arcevia e Fabriano, in quanto fanno parte dei dialetti para-mediani); infine, in quasi tutta la provincia di Pesaro e Urbino e nella parte settentrionale della provincia di Ancona si parla un dialetto gallo-italico: il Gallo-piceno.

## Origine
dialetto gallo-piceno:
(gruppo linguistico gallo-italico)
     dialetti marchigiani centrali
(gruppo linguistico mediano)
     dialetti marchigiani meridionali
(gruppo linguistico meridionale)

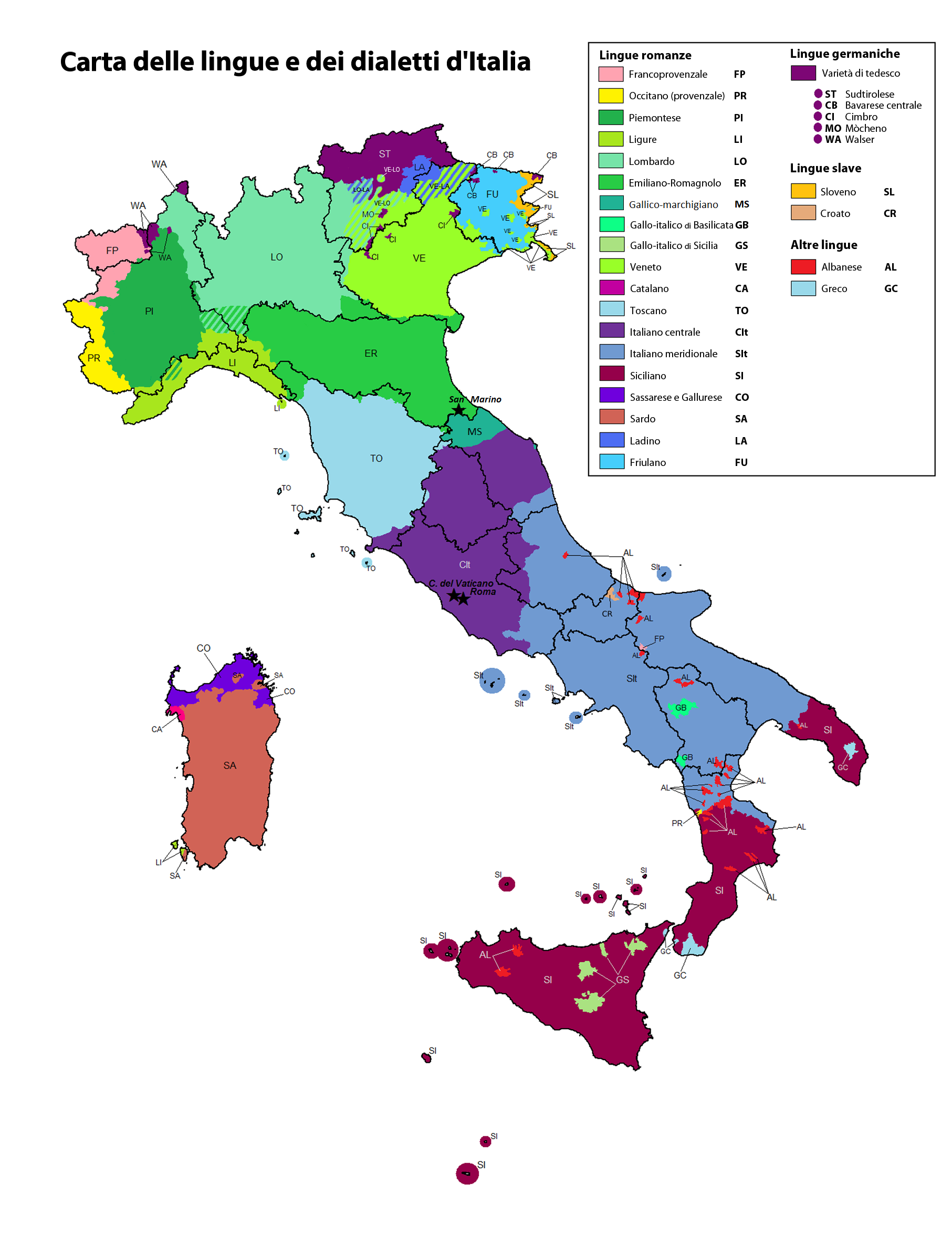
I Gruppi linguistici presenti parlati nelle Marche:
dialetto gallo-piceno:
(gruppo linguistico gallo-italico)
dialetti marchigiani centrali
(gruppo linguistico mediano)
dialetti marchigiani meridionali
(gruppo linguistico meridionale)

La diversità linguistica, tipica anche di altre regioni dell'Italia centrale come il Lazio e l'Umbria, affonda le sue origini nelle vicende di popolamento più antiche: infatti, mentre nell'Età del ferro la regione era interamente popolata dai Piceni, vide poi nel V secolo a.C. l'arrivo dei Galli senoni, popolazione celtica che occupò il territorio settentrionale, e dei greci di Siracusa, che fondarono la colonia di Ancona. Prima della colonizzazione romana il suo territorio si presentava dunque diviso tra il popolo gallico, a nord del fiume Esino, e quello italico dei Piceni, a sud di questo fiume e che occupava anche la parte settentrionale dell'Abruzzo (fino al fiume Saline). Il confine segnava anche una diversità culturale e nei sistemi socioeconomici e conseguenze di tale situazione sono percepibili ancor oggi nella presenza nel nord della regione di dialetti di tipo gallo-italico e di città che gravitano culturalmente e dal punto di vista socioeconomico su Bologna e la pianura padana, mentre nel sud di dialetti di tipo italico-meridionale e di legami socioeconomici che guardano a Roma. Nel centro un'area distinta, in parte di transizione, caratterizzata dalla presenza di Ancona.
Dopo l'occupazione romana, la penetrazione del latino si svolse secondo itinerari diversi, facenti capo alle diverse strade consolari: la via Flaminia per i territori settentrionali già occupati dai Galli senoni, la variante della Flaminia che percorreva la valle dell'Esino per le aree centrali, la via Salaria per i territori meridionali. Si confermò così la differenza dialettale tra nord, centro e sud della regione. Inoltre si deve tener presente che la romanizzazione avvenne secondo due diverse forme: territori annessi e territori alleati; un perno della latinità fu la colonia di Firmum (Fermo), mentre erano città alleate Ancona e Numana sul mare, Camerino, Ascoli Piceno, Matelica e Urbino all'interno; nel caso delle città alleate il Latino si fuse con la lingua preesistente.
Nell'Alto Medioevo si conferma, con la creazione della Pentapoli marittima di ambito bizantino, di cui facevano parte Rimini, Pesaro, Fano, Senigallia e Ancona, mentre a sud si trovava il potente gastaldato longobardo di Fermo, che si estendeva fino al nord dell'Abruzzo. Si accentua così la ripartizione linguistica già presente tra nord e sud della regione.
Attorno al Mille, con la creazione della Marca di Ancona in tutto l'attuale territorio regionale, il panorama linguistico delle Marche si presenta più omogeneo se confrontato con quello dei secoli precedenti. Esistevano sì le due aree linguistiche a nord e a sud, ma il loro confine non era invalicabile alla circolazione dei fenomeni linguistici; presentavano anzi un coefficiente sensibile di affinità.
Il fenomeno che interessava interamente il territorio regionale era la metafonesi, la quale durò fino al Trecento, quando la toscanizzazione, molto intensa per i rapporti commerciali e culturali, la fece regredire e annullare nell'area centrale. Questa fase interruppe la primitiva continuità linguistica nel territorio marchigiano e da quel momento i due tronconi procedettero staccati, ognuno per proprio conto, producendo ulteriori suddivisioni rispettivamente nel proprio ambito.
Alla fine del Trecento l'influsso toscano lascia le sue conseguenze nei principali centri delle Marche, nelle scritture sia letterarie sia documentarie. Il suo modello viene comunque imposto in maniera diversa; mentre, per esempio, ad Urbino esso è legato al contesto politico e culturale e verrà meno con l'evolversi degli eventi, ad Ancona, dove è fondato su rapporti meramente economici e commerciali, il toscano riuscirà a deviare il corso evolutivo della parlata, specie negli ambienti aulici.

## Classificazione
Come detto precedentemente, il composito insieme dei dialetti delle Marche appartiene a tre gruppi diversi:
- i settentrionali (dialetto gallo-piceno), ascritti al gruppo linguistico gallo-italico e detti anche metauro-pisaurini; tra essi il pesarese, il fanese, l'urbinate, il senigalliese;
- i centrali, che appartengono al continuum linguistico dei dialetti italiani mediani; essi sono l'anconitano, l'osimano, il filottranese, lo jesino, il fabrianese, e a sud il maceratese-fermano-camerte;
- i meridionali, appartenenti al raggruppamento dei dialetti italiani meridionali e che perciò presentano alcune caratteristiche in comune con i dialetti abruzzesi[8]. Ne fanno parte il dialetto ascolano, il sambenedettese, il ripano e altri dialetti simili[9]; sono detti a volte "dialetti marchigiani aso-truentini"[10].

Le tre aree dialettali in parte corrispondono alle vie di penetrazione del latino e sono tra loro così diversificate da rendere reciprocamente incomprensibili i dialetti parlati in aree lontane tra loro.

### Dialetto gallo-piceno
Le varietà diffuse in quasi tutta la provincia di Pesaro Urbino e in parte di quella di Ancona (circondario di Senigallia e isola linguistica del Conero) sono definite gallo-picene (o metauro-pisaurine) alla luce della propria natura gallo-italica. Il gallo-piceno è una variante autonoma del gruppo linguistico gallo-italico, esteso soprattutto nell'Italia settentrionale.
Secondo altre classificazioni linguistiche, il gallo-piceno sarebbe da collegare in qualche modo al romagnolo; tuttavia, uno studio più recente illustra la non completa adesione del gallo-piceno al gruppo romagnolo, dato che in esso i fenomeni gallo-italici si affiancano ad elementi di tipo italo-centrale.
Le cararatteristiche del gallo-piceno possono essere così brevemente sintetizzate:
- palatizzazione di a in sillaba libera (chεsa per "casa", falignεm per "falegname", chεr per "caro", pεdre per "padre"), che qui sfuma tra Fano e Senigallia e i cui ultimissimi echi si possono avvertire anche nell'anconitano;
- la tonica i dinnanzi a nasale diventa é (vén per "vino", cucéna per "cucina");
- la pronuncia aperta di e finale accentata (mε, trε, perchε fino circa a prima di Fano);
- la pronuncia chiusa dei suffissi in -énte solo a Pesaro, ad es. dénte, dove però nel parlato degli anziani c'è variabilità di realizzazione;
- la diversa distribuzione delle vocali aperte e chiuse, specie nell'area più interna, come nella variante umbra altotiberina di Città di Castello (béne, éra, sédia); in particolare ad Urbino la "o" si presenta più aperta;
- la riduzione in i del dittongo "iè" in sillaba libera (pid per "piede", pitra per "pietra");
- le atone finali scompaiono del tutto come pure molte delle mediane ad eccezione della -a (dmèn per "domani", fémna per "femmina"), con conseguente drastica riduzione di sillabe in parole polisillabiche (stmèn per "settimane"); ad Ancona questo fenomeno è tuttavia assente.
- a Fano, e in misura maggiore verso l'interno, è riscontrabile l'uso dei dittonghi: bièll, fieoul, meour per "bello", "figliolo", muro").

Sul piano consonantico tratti notevoli sono:
- la semplificazione delle consonanti intense (cità, dona, ragaza), tipico della parlata di Ancona, che fa della degeminazione consonantica uno dei tratti più distintivi;
- la tendenza, specie a Pesaro, Fano ed Urbino, a rendere la "z" come "s" (piassa per "piazza");
- la lenizione delle sorde intervocaliche (avùd per "avuto", fadiga per "fatica", fóg per "fuoco"), che si spinge ancor più a sud nelle Marche centrali, essendo riscontrabile anche a Jesi, Osimo e in quasi tutto l'entroterra della provincia di Ancona (amigo per "amico", magnado per "mangiato", fradello per "fratello") e in parte anche ad Ancona (pudé per "potere");
- la sonorizzazione di s intervocalica, fenomeno che si spinge lungo la costa centrale marchigiana fino a Porto Recanati.

Dei tratti morfologico-sintattici si possono notare i plurali in -ai, -ei, -oi da singolari in "-al, -el, -ol", come anche in Veneto (cavài, cavéi, fagiói) e poi, nella subarea pesarese, i pronomi personali soggetto del tipo mε, tε per "io" "tu", e, in tutta l'area, l'utilizzo di pronomi clitici com'è tipico delle parlate gallo-italiche (a Pesaro mε a parle "io parlo", tε t si "tu sei", ló 'l bala "lui balla", lori i bala "loro ballano", el vènt el tira, ecc.).

#### Sub-area pesarese-fanese-urbinate
(Agostino Ercolessi)
(Renzo De Scrilli, Le lucciole)
Nel litorale la zona dialettale pesarese-fanese-urbinate comprende tutte le località fra Gabicce Mare e Marotta e nell'interno abbraccia tutta la Provincia di Pesaro-Urbino tranne l'area di Pergola, dove è parlato un dialetto umbro di derivazione eugubina. Infatti il dialetto pergolese (diffuso nei territori di Pergola, Serra Sant'Abbondio, Cantiano e Frontone) si distingue nettamente dalle restanti parlate della provincia di Pesaro-Urbino in quanto derivato in buona parte dal dialetto eugubino (Pergola fu fondata da Gubbio nel 1234) a cui deve molti termini e modi di dire.
Presumibilmente qui dev'essere passato il primo itinerario della latinità, lungo la via Flaminia, che è penetrata nel nord delle Marche attraverso il passo di Scheggia, incontrandosi e immergendosi nell'ambiente gallo-italico, costeggiando il Metauro.
All'interno di questa subarea è possibile individuare due differenze sostanziali:
- la diversa resa del pronome personale "io": mentre a Pesaro si dice mε, a Fano si dice ì, e a Urbino si dice ì, jì o je.
- l'utilizzo del pronome personale "cosa": mentre ad Urbino, come nel romagnolo, sono in uso le forme sa e csa (Sa dici?, Sa fè?, sa vo? per "Cosa dici?", "Cosa fai?", "Cosa vuoi?"), a Fano si dice cò o cù, esattamente come a Senigallia, Ancona, Osimo e Recanati (Cu dici?, Cu fai?, Cu voi?).

#### Sub-area senigalliese
pog’ da long’
da piazza d’ l’erb’,
‘n magazin’ all’ingross’
d’ frutta e v'rdura.
‘L padron’
s’ cunusceva,
e s’ risp'ttava
p'rchè era ‘n umon’
e spess’ sgaggiava
ma chi tra l’ cass’
giva a tanton.
Davanti all’ingross’
c’era anch’ ‘l banchett’
d'la Maggiurina
sa ‘n umbr'llon’
e ‘na stesa d’ frutta
sopra ‘n carett’.
Lia c’era da ‘n pezz’
e piava [...]»
(Franco Patonico, Poesie)
È limitata a Senigallia e a centri limitrofi, i cui dialetti non hanno collocazione precisa per via del meticciamento tra forme gallo-italiche e mediane: vi sono infatti influssi pesaresi-urbinati, anconetani, nonché dei dialetti di derivazione eugubina della zona di Pergola, che si fanno ancor più marcati nelle aree limitrofe di Corinaldo, Ripe, Monterado, Castel Colonna, San Lorenzo in Campo, Castelleone di Suasa, mentre i centri di Ostra, Ostra Vetere, Belvedere Ostrense e Barbara presentano una base dialettale jesina, ma hanno subito recentemente influssi senigalliesi e più in generale galloitalici. A nord l'area senigalliese si spinge fino a Marotta-Mondolfo.
I dialetti gallici comunque prevalgono decisamente: infatti come in essi, anche nel senigalliese cadono tutte vocali finali tranne la -a, e tale fenomeno è riscontrabile fino a Montemarciano, al confine tra le aree anconetana e jesina. Qui è usata (come nella bassa Romagna, nell'urbinate, nel pesarese, nell'isola gallica del Conero e nel contado di Ancona, fino ad Osimo e Castelfidardo) la preposizione "sa", che significa "con" e che richiama addirittura il sanscrito "sam" e che si trova anche nelle lingue slave ("s sa" in serbo-croato, per cui può essere un prestito trans-adriatico relativamente recente e non un relitto arcaico, quantunque la parola esista anche nella lingua etrusca).  Si sono conservate tracce di influenze marinare settentrionali alto-adriatiche, specialmente venete, come dise per "dice", ma sono ormai quasi del tutto scomparse. Al giorno d'oggi invece, sono talvolta avvertibili "echi" dell'anconetano cittadino: a Senigallia può essere riscontrabile la forma el polz in luogo dell'originaria el pols, e a Montemarciano è ormai frequente l'uso delle forme apocopate mà e pà al posto delle originarie nasalizzate maŋ e paŋ.
Per capire la situazione dialettale della zona in esame, bisogna sottolineare che essa fu sottoposta nel corso dei secoli alternatamente all'influsso italico e a quello gallico. Inizialmente era terra picena, poi, dopo che i Galli senoni si insediarono nella parte del loro territorio piceno, situata a nord dell'Esino, vi attecchì il substrato celtico (come mostra lo stesso nome Sena gallica). In età augustea il vicino fiume Esino segnava il confine fra il Piceno e l'Ager Gallicus. Nel Rinascimento Senigallia fece parte del Ducato di Urbino, poi della Delegazione apostolica di Urbino e Pesaro (che corrispondeva grossomodo all'odierna Provincia di Pesaro e Urbino) e infine, solo dopo l'Unità d'Italia, passò alla Provincia di Ancona.

#### Isola linguistica gallica del Cònero
(Giuseppe Bartolucci, da Biagin cucal e altri versi)
Poco a sud di Ancona, nell'area centrale e meridionale del promontorio del Cònero esiste un'isola linguistica: nelle frazioni anconitane del Poggio, di Massignano, di Montacuto, di Varano (a circa 10 chilometri dal capoluogo), nonché nel comune di Camerano e, parzialmente, Sirolo, Numana, si parla un dialetto particolare, di ceppo gallo-italico, diverso dall'anconitano e simile a quello parlato a nord dell'Esino, a circa trenta chilometri di distanza. La caduta delle vocali atone, specie quelle finali, ne è un segno molto evidente (andàn per "andiamo", da qui il detto-scioglilingua cameranense Dì ndu ndan? Non' ndan sul Guast [la enne ha il suono della enne di "lingua"] dove il Guast è il quartiere del Guasto, un toponimo tipico per indicare un luogo dove avvenne una battaglia in seguito alla quale fu definito Guast dal verbo "guastare, rovinare"). Altra caratteristica in comune con il senigalliese è la preposizione sa, che significa "con", il cui utilizzo però sconfina anche in aree prettamente mediane come nel contado osimano e a Castelfidardo.
Solo nel dopoguerra nei centri citati si è cominciata a sentire l'influenza del dialetto anconitano, di impronta centrale (perimediana), che infatti mantiene salde le vocali finali, e che nelle generazioni più giovani ha quasi definitivamente rimpiazzato l'idioma originario, in alcune campagne estintosi fin dagli anni settanta del Novecento. Pur avendo dimensioni limitate, la variante dialettale del Cònero è ricca di tradizione anche scritta, specie poetica.
Ci sono varie ipotesi sul motivo di questa particolarità, tra cui la migrazione e lo stanziamento, in epoca pre-romana, di nuclei di Galli senoni, oppure la presenza di una area gallo-italica ininterrotta che doveva un tempo comprendere la stessa Ancona, il cui idioma si orientò poi su modelli di tipo mediano e toscano (con influssi veneti). Potrebbe costituire prova di ciò il fatto che fino agli anni '50 del '900 i parlari gallo-italici si estendessero subito oltre le mura cittadine, ritraendosi poi progressivamente verso le aree più isolate dal centro urbano; a tal proposito, nel Vocabolarietto anconitano-italiano di Luigi Spotti (1929) viene notato come la parlata contadinesca arrivi a lambire, all'epoca, l'interno della città allargata dalla cinta daziaria (quindi presso un'area che va dalla stazione ferroviaria al Piano San Lazzaro). Del resto anche il vernacolo anconitano condivide numerosi elementi con gli idiomi gallo-italici marchigiani, tratti che potrebbero costituire - prendendo chiaramente per buona l'ipotesi di un antico continuum nel fazzoletto costiero compreso tra l'Esino e il Cònero - residui di una variante urbana poi soppiantata dal vernacolo attuale; se così fosse l'isola linguistica di questo territorio - almeno fino al secondo dopoguerra - sarebbe stata la sola area urbana di Ancona, che dunque deve aver recepito i tratti perimediani o tramite contatti con Osimo ed altri centri limitrofi a dialetto centrale oppure per via dell'insediamento, documentato da registri del catasto, di famiglie provenienti dall'area maceratese, dall'Umbria e da Roma, che hanno inevitabilmente dotato l'anconetano di quella coloritura "centrale" tuttora presente.
Inoltre lontano dalla zona del Cònero (che comprende il territorio meridionale di Ancona), le parlate delle frazioni rurali a ovest e nord-ovest della città (per esempio Candia, Paterno o Barcaglione) presentavano forme gallo-italiche (es: capucchióŋ anziché l'anconitano capuchió, bendizióŋ in luogo di benedizió, Barcaióŋ per Barcaió), così come il dialetto parlato fino a pochi decenni fa a Falconara e Castelferretti (quest'ultimo in uso ancora oggi presso i più anziani).
Era poi possibile riscontrare nelle campagne anconitane forme assai curiose, come ad es. quanne per "quando", in cui comparivano contemporaneamente sia un elemento di tipo gallico, cioè l'indebolimento della vocale finale, sia uno di tipo centromeridionale, ossia il passaggio da ND a NN, sconosciuto ad Ancona ma vitale nei centri immediatamente più a sud, come Osimo; altra forma interessante era babbete, sempre con la caduta delle vocali nonché con il suffisso personale posposto al nome, di uso tipicamente centromeridionale, in luogo dell'anconitano tu' padre. È inoltre interessante notare come gli scrittori di teatro anconetani cittadini, nel riprodurre graficamente (e nel parodiare) la nasale velare (ŋ) della zona del Cònero e di altri contadi prossimi alla città, scrivessero le mang per "le mani", è fing per "è fino", suddisfaziong per "soddisfazione".

### Dialetti marchigiani centrali

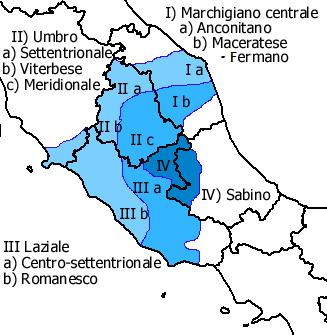
Il marchigiano centrale (Ⅰ) nel sistema dei dialetti mediani

I dialetti marchigiani centrali interessano le province di Ancona, di Macerata e di Fermo.

#### Zona anconitana (o marchigiana centro-settentrionale)
La zona dialettale anconitana si estende nella provincia di Ancona, ma non si identifica con essa: si è già visto che nella zona di Senigallia e in quella del Cònero si parlano dialetti di tipo gallo-italico. Le divergenze di sub-area sono così vistose da doversi parlare di quattro sub-aree a sé stanti, che raggruppano vernacoli con alcuni tratti in comune e altri diversificati rispetto a quello del capoluogo:
- i dialetti della sub-area anconitana propria (Ancona e Falconara Marittima i centri principali);
- i dialetti della sub-area osimano-lauretana (Osimo, Loreto, Castelfidardo e, in provincia di Macerata, Porto Recanati)[21];
- i dialetti della sub-area jesina (Jesi, Santa Maria Nuova e altri comuni limitrofi);
- i dialetti della sub-area fabrianese (Fabriano e Arcevia i centri principali), quest'ultima da considerare "ponte" non solo con la famiglia dialettale successiva (marchigiana centro-meridionale), ma anche con quella umbra.

Vi è infine, come appendice, una zona mista (o "grigia") di confine tra le provincie di Ancona e Macerata, in cui è possibile assistere ad un mescolamento delle caratteristiche dialettali dei rispettivi luoghi.
Per spiegare l'eccezionale diversità linguistica della provincia di Ancona si sono tentate varie spiegazioni, e in particolare è stato sottolineato il fatto che in età romana la zona fosse servita da una diramazione della Flaminia: perciò quest'area è stata interessata da un secondo itinerario della latinità, che, staccatosi dal precedente, dovette passare attraverso il passo di Fossato e Fabriano. Inoltre essa ricalca l'antico confine augusteo (mai venuto meno) tra Regio VI Umbria et Ager Gallicus e Regio V Picenum: da ciò deriverebbe in conclusione l'importanza del substrato umbro nella zona meridionale e di quello gallico a nord.. L'area anconetana è dunque considerabile come uno stretto "corridoio" interposto tra le aree pesarese e maceratese.
Da alcuni linguisti i vernacoli della zona anconitana sono considerati di transizione tra il gruppo mediano e il gruppo gallo-italico, con elementi in comune con i dialetti umbri e quelli toscani: in ogni caso è solo avvicinandosi alla costa che si sentono le ultime influenze gallo-italiche, che poi si dissolvono tra l'Esino e il Potenza, lasciando spazio ai primi tratti tipici delle parlate centromeridionali, riguardo ai quali l'area considerata si trova all'estremo confine settentrionale.
Secondo il professor Giovanni Crocioni il dialetto anconetano è da considerare come l'ultima zona costiera dialettale gallo-picena, che, da Fano verso sud, perdendo progressivamente le sue caratteristiche galliche, si esaurisce a sud di Camerano, divenendo poi parlata picena.
A differenza dell'area pesarese-senigalliese, quella anconetana è caratterizzata dalla saldezza delle vocali atone, che presentano esito unificato, rispetto all'area maceratese, dove permane la distinzione tra le originarie -o/-u latine. È tuttavia difficile trovare parametri univoci: lo possono essere il rafforzamento di s dopo liquida e nasale ls, rs, ns in lz, rz, nz (polzo, perzo, penzo), oppure lo scempiamento di -rr- (guera, buro), e ancora l'apocope sistematica di n + vocale nelle parole piane (mà per "mano", bè per "bene", palló per "pallone", gattì per "gattino"), fenomeno quest'ultimo presente anche nel resto delle Marche centro-meridionali e nelle parlate di tipo sabino dell'Abruzzo e Lazio (tra L'Aquila e Tivoli).
Eccezion fatta per il capoluogo e le zone limitrofe, in quest'area compaiono le prime caratteristiche tipiche dei dialetti centro-meridionali italiani: il cambio di nd in nn nel passato era presente fin già nella campagna anconetana ("spandere" diventava spanne), ed è tuttora riscontrabile a partire da Osimo, dove però si mantengono -ld- (caldo), -mb- (gambétta) e -nv- (invido). A Jesi poi -nd- e -ld- convivono con -nn- e -ll-, e in più compare costantemente il passaggio di -nc- a -ng- ("fianco" diventa "fiango", "manco", "mango", ecc), che invece altrove pare essere regredito. A quest'ultimo fenomeno sono connessi anche il passaggio da -nt- a -nd-, e da -mp- a -mb- ("tanto tempo" diventa "tando tembo"), presenti soprattutto nelle ultime località dell'entroterra prossime al confine con la provincia di Macerata, come Filottrano. Relativamente infine alla metafonia, essa è limitata alla sub-area fabrianese, ed è definibile di tipo "napoletano", poiché presenta i dittonghi iè e uò, ma è in via di regresso.
Assente nel capoluogo e nel suo immediato circondario, ma presente soprattutto nelle sub-aree jesina e fabrianese, e giù nel maceratese e nell'ascolano, è quel fenomeno (non sistematico e a volte enfatico), per cui le intervocaliche sorde, anche in fonosintassi, vengono realizzate rilassate, quasi sonore (ad es. le badade, hai gabido, per "le patate", "hai capito"): si tratta chiaramente di un influsso recente di provenienza romana, e vitale soprattutto nelle generazioni più giovani, per via del c.d. "romanesco televisivo".
Pertanto, già nell'immediato entroterra di Ancona e Falconara la cadenza, il lessico e la morfologia fanno sentire i primi influssi dei dialetti mediani tipici, e infatti, procedendo verso sud-ovest, in direzione Fabriano-Filottrano, la parlata ha sempre più caratteri centrali; tuttavia, mentre la degeminazione delle doppie si arresta quasi totalmente nei limiti comunali di Ancona (infatti già ad Osimo e Jesi le geminate esistono come nei dialetti mediani in genere), generalmente in tutta l'area - e addirittura fino all'estremo nord della provincia di Macerata (Recanati-Porto Recanati) - sono utilizzati lu e lia ("lui" e "lei") come pronomi personali, adè ("adesso") come avverbio di tempo (questi due anche nelle zone limitrofe dell'Umbria), e si verifica il fenomeno della lenizione di "t" e "c" intervocalici.
Una parentesi interessante la si può aprire a proposito della pronuncia del dittongo "ie", che nell'area gallo-italica e nel maceratese è pronunciato chiuso nella maggior parte delle parole (iéri, piéno, piéde, insiéme), mentre a Jesi, Osimo e nell'area recanatese esso è pressoché sempre aperto tranne forse in rarissimi casi (ièri, pièno, viène, dièci, piède, ferovière, insième). Gli anconetani invece, per influssi probabilmente sovrappostisi nel tempo, presentano entrambe le forme in base ai singoli vocaboli (iéri, piéno, viène, piéde, insième, tiène). Frequente nella seconda area, nonché in altri posti dell'Italia centrale con analogo fenomeno, l'ipercorrettismo, per cui coloro che hanno il dittongo "ie" aperto lo chiudono, sebbene in italiano standard esso vada pronunciato aperto.
Sempre sul piano vocalico è da segnalare, in difformità dall'italiano standard, la già accennata pronuncia aperta dei suffissi in "-mento" e "-mente", per cui si avrà ad es. momènto, praticamènte, ecc.: questo è un tratto caratteristico a ben vedere di molte aree della regione, perché è riscontrabile fin dall'altezza di Fano, si interrompe dopo Porto Recanati, ma ricompare procedendo da Cupra Marittima verso sud.
Una delle differenze più eclatanti fra i dialetti marchigiani è l'uso dell'articolo determinativo maschile "il": ad Ancona, per influssi gallo-italici, è sempre el, anche dove in italiano è "lo", perciò si ha el mazo, el spegno ("lo ammazzo, lo spengo"), el stesso cà ("lo stesso cane"). Anche come pronome è usato el, dove in Italiano si ha "il" e "lo", salvo che nell'espressione va bè lo stessu ("va bene lo stesso"); a tal proposito va però ricordata la forma l'istessu/l'istesso, attestata nella letteratura vernacolare meno recente, il che potrebbe far pensare all'adozione di lo + stesso per adeguamento recenziore al modello italiano). Invece nei comuni siti nell'area compresa tra i due capoluoghi Ancona e Macerata si può assistere a "sfumature" molto interessanti.
| Ancona               | E' sguardo, el spago, el stucafiso (lo sguardo, lo spago, lo stoccafisso)                         |
| Osimo, Jesi, Arcevia | El gatto, lo rifugio, lo ramo, lo spago, muntobè (il gatto, il rifugio, il ramo, lo spago, molto) |
| Fabriano             | Er/el gatto, er/el cane, er/el tempo (il gatto, il cane, il tempo)                                |
| Recanati             | U gatto, u cà, u palló (il gatto, il cane, il pallone)                                            |
| Filottrano           | Ir diaulu, u gattu, ru cà, ro zucchero (il diavolo, il gatto, il cane, lo zucchero)               |
| Macerata             | Lu lupu, lu taulu, lo grà, lo vì (il lupo, il tavolo, il grano, il vino)                          |

La forma ru, di origine molto arcaica, è ancora in parte riscontrabile, seppure in via di regresso, a Filottrano e in molti centri del nord-maceratese, come Cingoli, Treia, ecc., mentre risulta essere regredita a Recanati già dal XIX secolo. Il maschile "il" ad Arcevia si riduce spesso a 'l, ma come nell'osimano davanti a "r" diventa lo (lo ruoso "il rosmarino", lo rosario), a Fabriano si tende a passare in tutti a casi ad er, che convive con el (er cane/el cane). A Porto Recanati almeno attualmente vigono condizioni anconetane con el/la, a Recanati si usa oggi u/a, mentre si hanno lo/la a Potenza Picena e Civitanova Marche. Importante è anche la triplice distinzione dell'articolo in maschile, femminile e neutro: a Cingoli e Serra San Quirico si aveva, almeno fino alla metà del ventesimo secolo, u per il maschile, o per il neutro e a per il femminile, mentre ad Apiro le forme erano ru, ro, ra. 

##### Sub-area di Ancona e Falconara
(Eugenio Gioacchini)
Il dialetto anconitano ha come centro di origine la sola Ancona, ma nel corso del XX secolo si è esteso alla limitrofa Falconara Marittima, mentre i dialetti degli altri centri vicini al capoluogo, come Camerata Picena, Agugliano, Polverigi, Offagna, Camerano, Sirolo e Numana, hanno subito un progressivo fenomeno di assimilazione all'anconetano di città solo nelle ultime generazioni di parlanti, specialmente a partire dagli anni '60 e '70 del '900. Il dialetto anconitano costituisce dunque un'isola linguistica, certo a causa della storia particolare del capoluogo marchigiano, segnato dalla colonizzazione greca e dalla presenza del porto, fonte di contatti, anche linguistici, con popolazioni anche lontane.
Questo dialetto e la sua famiglia costituiscono il ceppo più settentrionale dell'intero gruppo mediano italiano, e, non a torto, da un discreto numero di studiosi viene considerato addirittura una forma di transizione con il gruppo gallo-italico, per via di numerosi elementi, quali la cadenza, considerata "settentrionale" da chi viene da sud, lo scempiamento delle consonanti (ògi per "oggi"), la sonorizzazione sistematica di s intervocalico e l'assenza di raddoppiamento fonosintattico nell'anconetano di città, nonché la lenizione delle sorde intervocaliche (digu per "dico"), che però si spinge pure nelle aree jesina e osimana. Gli influssi gallo-italici su base mediana derivano da ragioni storiche, in quanto i secoli VI,VII e VIII videro formarsi l'alleanza, non solo militare ma anche politica, detta Pentapoli. Tale formazione riuniva le città di Rimini, Pesaro, Fano, Senigallia e Ancona, e non poteva non caratterizzare anche linguisticamente questo tratto di costa adriatica: ancora oggi ciò, in aggiunta all'influenza della lingua veneta, accomuna in parte i territori ex Bizantini (area della Romània).
Vi sono comunque numerose consonanze toscane, come l'integrità delle vocali toniche, pronunciate in maniera abbastanza simile all'italiano standard (salvo l'apertura dei suffissi in -mento e in -mente); il mantenimento delle atone, sia finali, con "-o" e "-u" confusi in un fonema unico -o (con la tendenza allo scurimento indistinto di tutte in -u, come ad es. cèlu per "cielo"), sia mediane (anche qui con la stessa tendenza, come ad es. dutóre per "dottore"); e l'assenza di nessi consonantici disagevoli e di consonanti in fine di parola, ma al contrario, come in tutta l'Italia centrale, la tendenza ad aggiungere una -e finale (e' stòpe per "stop", el bare per "il bar").

#### Sub-area di Osimo, Castelfidardo, Loreto, Porto Recanati
(Gino Vinicio Gentili)
(Augusto Castellani)
Nel dialetto osimano e in quello dei comuni di Loreto, Castelfidardo e Porto Recanati (un bacino di più di 75 000 abitanti), la diversità rispetto al dialetto del capoluogo è in gran parte dovuta all'amministrazione maceratese, che finì coll'Unità nazionale (1861), quando queste città (eccezion fatta per Porto Recanati) passarono sotto la provincia di Ancona.
Gli elementi principali che differenziano queste parlate dall'anconetano sono ad es. il mantenimento delle doppie, eccezion fatta che per la sola "r" (guèra, ma gatto e non gato come ad Ancona), la pronuncia più aperta di alcune vocali, anche rispetto all'italiano standard (chièsa, ièri, piètra, vèrde, fèrmo, nòme, ecc.), il raddoppiamento fonosintattico (a ccasa, è ggiusto; anche il sa consociativo provoca geminazione: sa mme "con me", sa llù "con lui"), l'assimilazione di nd in nn (quanno, mannà, spènne "spendere"), ecc.
Quanto alla lenizione delle consonanti intervocaliche, tutta l'area lenisce la "c" (per es. a Porto Recanati e' stòmbegu "lo stomaco"), mentre la lenizione della "t" e della "p" (es. fradello "fratello", dòbo "dopo", hi cabido "hai capito") è caratteristica quasi esclusiva di Osimo, sebbene negli ultimi decenni si sia fatta strada verso Castelfidardo.
Alcuni dei fenomeni più schiettamente centro-meridionali sono in via di regresso, per l'influsso crescente dell'anconetano cittadino.
Il dialetto di Recanati, facendo da tramite fra questa sub-area e la zona maceratese, ha caratteristiche molto simili a quelle appena elencate; la differenza più vistosa sta nell'uso dell'articolo determinativo maschile u in tutte le posizioni (es. u pà "il pane", u lupo "il lupo"): si tratta di un confine linguistico molto importante non solo per le Marche, ma per l'intera area romanza, in quanto le aree centro settentrionali (tra cui la Toscana, che lo ha trasmesso all'italiano) hanno recepito la parte iniziale di ILLUD latino, mentre quelle centro-meridionali (Marche maceratesi, fermane ed ascolane, Umbria e Lazio sud-orientali ed Abruzzo ed Italia meridionale in genere) utilizzano la parte finale.

##### Sub-area di Jesi
Il dialetto jesino si presenta abbastanza simile all'osimano, salvo alcune peculiarità come la marcata tendenza alla sonorizzazione di "c" dopo "n" (biango per "bianco"), e una cadenza ancor più distante da quella di Ancona, in quanto l'influsso umbro si fa via via maggiore mano a mano che si procede verso l'interno.
In tale area (che grosso modo ricalca cioè quella zona detta dei Castelli di Jesi, che costituiva l'antica Respublica Æsina, e che comprende, tra i centri più importanti, Monsano, San Marcello, Castelbellino, Maiolati Spontini, Montecarotto, Serra de' Conti, Santa Maria Nuova), si riscontra la già citata lenizione di "t" e "c" (vennéde "vendete", bugo "buco"), nonché un fenomeno tipicamente centro-meridionale, cioè l'alterazione delle consonanti dopo nasale e dopo laterale: -nd- dà -nn- ("quando" diventa "quanno")', -ld- convive con -ll-, e in più compare costantemente, come accennato, il passaggio di -nc- a -ng-.
Sub-area di Pergola, Serra Sant’Abbondio, Frontone e Cantiano (zona mista di confine tra l'area marchigiana settentrionale e l'Umbria)
| «'L pellegrin giva cantando, Gesù Cristo, preddicando, preddicando ad alta voce: Gesù Cristo è morto 'n croce. È morto da 'sta via do' che giva Madre Maria. «I' vo a trova 'l fio mia; vo' l'avete visto 'n velle?»» |
| (Canto popolare religioso in dialetto pergolese) |

Il dialetto parlato nel comune di Pergola rappresenta un'eccezione nell'ambito della provincia di Pesaro-Urbino. Esso è completamente differente da quello della maggior parte dei comuni limitrofi in quanto derivante dal dialetto eugubino (Pergola fu fondata da Gubbio nel 1234) a cui deve molti termini e modi di dire. Nelle Marche, gli unici altri comuni che adottano termini simili sono quelli di Serra Sant'Abbondio, Cantiano e Frontone (dove qui il locale dialetto di tipo umbro risulta però essere storicamente abbastanza influenzato dal gallo-italico parlato nella vicina Cagli) , tutti stati sotto l'influenza della città eugubina fra il XIII e il XIV secolo. Per ragioni storiche, anche se di base sarebbero sostanzialmente da considerarsi come parlate umbre, sono comunque qualificabili come appartenenti ai dialetti marchigiani, in quanto la stessa Gubbio fu compresa per quasi cinque secoli nell'Urbinate, e solo con l'Unità d'Italia fu inclusa nell'Umbria, staccandosi amministrativamente dalle Marche e dunque anche da Pergola e zone limitrofe. Difficile si presenta la sua collocazione: probabilmente sarebbe da considerare un dialetto dalla originaria base umbra nord-orientale, su cui si sono impiantati cospicui influssi gallo-italici; oltre all'eugubino, che influenza fortemente il dialetto di Cantiano e più debolmente quello parlato a Frontone, nei dialetti di Pergola e Serra Sant'Abbondio ci sono poi anche alcune somiglianze con le subaree anconetana, jesina e arceviese-fabrianese. Infatti la caduta delle vocali atone si registra solo in fonosintassi, e mai in fine di enunciato, similmente al dialetto perugino (ad es. ho comprat' un mazz' de rose), lo scempiamento consonantico è inesistente o debole, la -c- intervocalica è pronunciata già come -sc-, e si verifica già il cambio ls, rs, ns in lz, rz, nz; quest'ultimo è un fenomeno tipico di tutta l'Italia centrale, e nelle Marche è riscontrabile proprio al di sotto della linea Falconara-Ostra-Pergola-Cantiano. Inoltre manca la palatizzazione di -à- tonica eugubina e pesarese, e allo stesso modo si riscontra, a differenza che per Gubbio (se non per alcune frazioni confinanti con Gualdo Tadino), una certa tendenza al raddoppiamento sintattico che a Serra Sant'Abbondio si accentua in concordanza con la zona di Sassoferrato. La -s- intervocalica è invece ancora pronunciata sonora, come avviene nei dialetti gallo-piceni e fino all'area osimana. Infine la cadenza: a Cantiano risulta essere quasi identica a quella umbra nord-orientale mentre a Pergola e a Serra Sant'Abbondio è simile in parte a quella umbra e in parte a quella di Ancona e provincia, presentando ben pochi punti in comune con quella pesarese-urbinate

##### Sub-area di Arcevia, Sassoferrato e Fabriano (zona mista di confine con l'area marchigiana centro-meridionale)
(dalla poesia El tempo di Pietro Girolametti)
È possibile delineare un ipotetico triangolo Arcevia-Sassoferrato-Fabriano (comprendente anche centri quali Genga, Cerreto d'Esi, ecc.), le cui parlate sono da considerare di transizione non solo e non tanto tra la famiglia anconetana e quella maceratese, ma anche e soprattutto tra quella marchigiana e quella umbra stricto sensu. Infatti si tratta di località poste in aree montagnose, che per un verso hanno favorito l'isolamento dei centri abitati (fattore di particolarismo linguistico), e che per l'altro hanno invece rappresentato per secoli un punto obbligato di importanti vie di transito (fattore di inquinamento linguistico): il tutto ha comunque dato vita ad un'armoniosa composizione, entro un sistema coerente, degli apporti confluiti dalle più varie provenienze, sia cioè dei cosiddetti "superstrati" (Umbri, Galli, Romani, Longobardi), sia degli "astrati" (i tratti importati dalla Toscana, da Roma, dal resto delle Marche e, da ultimo, dall'italiano standard).
Il dialetto di Arcevia, a differenza di quello della vicina Pergola, non ha risentito di alcun influsso galloitalico, ma piuttosto costituisce l'estrema propaggine di un cuneo di penetrazione che dall'Umbria si dirige a nord, in quanto compaiono contemporaneamente tre importanti caratteristiche dei dialetti centro-meridionali (va però evidenziato che al giorno d'oggi risultano in tutto o in parte regredite):
a) la metafonia, di tipo definibile - seppur erroneamente e solo per ragioni di comodità - come "napoletano", in base a cui per azione di "-u" ed "-i" finali, "é" ed "ó" toniche si chiudono in "ì" ed "ù" (pilo "pelo", munno "mondo"), mentre "è" ed "ò" si dittongano in "ié" e "uó" (tiémpo "tempo", puórco "porco"); essa si differenzia perciò dalla metafonesi presente nella famiglia maceratese-fermana-camerte, che è di tipo "ciociaresco-arpinate", cioè senza dittongamenti, mentre concorda sorprendentemente con quella dell'area ascolana: occorre però chiarire che questa metafonia "napoletana" non può esser certo potuta giungere qui provenendo da Ascoli, ma piuttosto dovrebbe esser penetrata dall'altro versante appenninico, per influsso laziale settentrionale, specie viterbese e antico romanesco (infatti a Roma almeno fino al XVI secolo si diceva ancora viecchio, castiello, muorto, cuorpo); oramai però la dittongazione metafonetica esiste solo tra le generazioni più anziane nel territorio arceviese che si estende verso Sassoferrato, oltre che a Murazzano e Montelago (frazioni di Sassoferrato), a Pierosara (frazione di Fabriano) e a Cerreto d’Esi (localmente detta Ciaritu), in cui dittonga per "e" aperta (difiéttu per "difetto", tiémbu per "tempo", ecc.), ma è di tipo maceratese per "o" aperta (faggiólu per "fagiolo", pócu per "poco", qué pórti? per "che porti?", gunfiu come 'n róspu per "gonfio come un rospo", ecc.).
b) il passaggio da -ND- a -NN- (quanno per "quando"), nonché da -MB- a -MM- (gamma per "gamba") e da -LD- a -LL- (callo per "caldo"): per questi tratti, caratteristici di un po' tutto il dominio centromeridionale italiano, l'area in esame si trova all'estremo confine settentrionale;
c) la conversione della -i finale dei plurali maschili in -e. Quest'ultimo fenomeno è circoscritto nelle Marche solo ad Arcevia e a Sassoferrato, ma forse nel passato doveva essere vitale pure a Fabriano, mentre risulta più diffuso in Umbria, specie in un'area che comprende Assisi, Perugia, Todi ed Orvieto; tale tratto penetra poi fino al sud della provincia di Grosseto e al viterbese, al punto che un tempo era riscontrabile pure nel dialetto di Civitavecchia (Roma): per cui si avrà pélo al singolare ma pìje al plurale, io metto, ma tu mitte, io vojo, tu vuoe, io béo, tu bìe, ordene, urdene, monte, munte, iére, campe, quije "quelli", ecc.
Al contrario, il centro in esame e quelli circostanti si trovano all'estremo confine meridionale del fenomeno della lenizione di "-t-" e "-c-" intervocalici: infatti ad Arcevia si ha miga, bugo per "mica, buco", a Sassoferrato pegora, scortegà, cominciade, venede per "pecora, scorticare, cominciate, venite", e a Serra San Quirico frighì per "bambini". In realtà bisognerebbe aggiungere che in un'area comprendente Fabriano, e poi nel maceratese Cingoli, San Severino Marche e Camerino, esistono, o sono esistite, zone in cui la "-t-" dei participi passati in -ato, -uto ed -ito si è dileguata, e ciò dev'essere verosimilmente accaduto dopo che essa ha subito la lenizione, cioè il passaggio a -d-, la quale è divenuta poi spirante: per cui si ha magnào per "mangiato", capìo per "capito", ecc.
Secondo il Balducci, tuttavia, il dialetto della moderna Arcevia, essendo sempre più influenzato dall'area jesina, sarebbe ormai da far rientrare in essa, mentre le frazioni arceviesi situate in direzione di Sassoferrato sono maggiormente conservative e pertanto definibili ancora come "fabrianesi".

#### Sub-area di confine tra provincia di Ancona e di Macerata (terza zona mista o "grigia" di confine con l'area marchigiana centro-meridionale)
Infine le parlate di Serra San Quirico, di Cupramontana, di San Paolo di Jesi, di Staffolo, e, procedendo verso la costa, di Filottrano, Montefano e Recanati sono da considerare forme intermedie tra l'osimano, lo jesino, il fabrianese e il maceratese-fermano-camerte, e comunque risultano di difficile classificazione. Esse infatti:
a) da un lato presentano ancora alcune caratteristiche anconetane, come i pronomi di terza persona plurale lù e lia e la pronuncia aperta dei suffissi in -mento e in -mente;
b) dall'altro fanno uso della parte finale del latino *illum per l'articolo maschile singolare, che può perciò suonare come lu/ru/u a seconda dei luoghi, nonché, eccezion fatta per Recanati, mantengono la distinzione tra -o ed -u finali. È interessante evidenziare come Serra San Quirico rappresenti perciò il punto più settentrionale d'Italia che possiede queste ultime due caratteristiche: ciò è dovuto probabilmente alla secolare dipendenza di tale centro dalla Diocesi di Camerino. A ciò si aggiunge la metafonia di tipo maceratese a Cupramontana, Staffolo e San Paolo di Jesi (vécchiu-vècchia, carzittu-carzétta, gróssu-gròssa, curiusu-curiósa, ecc.).

#### Zona maceratese-fermana-camerte
(Felice Rampini)
(dalla poesia Montejorgio Cacionà di Giovanni Capecci)
(dalla poesia Lu dialettu maceratese)
La zona dialettale maceratese-fermana-camerte è quella marchigiana centro-meridionale. Quest'area dialettale interessa quasi l'intera provincia di Macerata e, pressoché integralmente, la provincia di Fermo. Analogie con il maceratese si riscontrano anche nella zona dialettale anconitana (o marchigiana centro-settentrionale) tra Fabriano, Cerreto d'Esi e Cupramontana. In ogni caso il passaggio a questa terza sezione è segnato dall'apparire di una forma diversa dell'articolo maschile, lu/lo e non più el.
Verso sud l'area del dialetto maceratese-fermano-camerte raggiunge il fiume Aso, a sud del quale – fatta eccezione per Pedaso, Campofilone (che appartengono alla provincia di Fermo), e in parte per Montefiore dell'Aso, Carassai, la Valdaso di Montalto delle Marche, Comunanza e Montemonaco (facenti parte della provincia di Ascoli Piceno), aree ancora attratte dal dialetto fermano – è già riscontrabile il fenomeno della riduzione in scevà (indicata con -ë o -ə) di tutte le vocali finali diverse da -a.
Qui doveva essere passato il terzo itinerario della latinità, partendo da Foligno e raggiungendo Treia e Macerata stessa.
La zona di Camerino e paesi limitrofi, si caratterizza ulteriormente per un dialetto più strettamente connesso al latino. Il latino vi penetrò attraverso ulteriori diramazioni della Flaminia lungo le valli del Potenza e del Chienti: qui si conserva dunque una parlata più arcaica, per ovvie ragioni legate all'isolamento, che da alcuni studiosi viene addirittura considerata come a sé stante.
Gli studiosi considerano il dialetto maceratese (con le appendici fermane e camerti) come la parlata più conservativa di tutte le Marche, ossia il fulcro di un'antica parlata marchigiana un tempo molto più estesa, che poi ha subito un attacco a nord da parte del galloitalico e a sud da parte dell'abruzzese. Tuttavia, un importante studio compiuto nel 1993 dal Franceschi ha aperto una spirale sulla genesi e gli sviluppi del maceratese ancora del tutto inedita e tuttora da approfondire: in particolare, è stata ventilata l'ipotesi che anche Macerata avesse conosciuto, forse prima dell'XI-XII secolo, la dittongazione metafonetica erroneamente definibile come "napoletana" in -ie e in -uo (vigente tuttora sia più a nord tra Arcevia e Fabriano, sia più a sud nell'area ascolana), nonché - realtà quest'ultima più remota - la caduta di -e ed -o dopo l, r ed n (come nei dialetti veneti), in un'epoca all'incirca corrispondente all'invasione longobarda in Italia. Questi due fenomeni sarebbero poi regrediti in favore rispettivamente dalla metafonesi "sabina" in -é ed ó e del mantenimento di tutte le vocali finali: ciò si sarebbe verificato in virtù di spinte linguistiche provenienti da ovest, in particolare da Roma, poiché Macerata rappresentava la longa manus del Papato nella Marca. L'area maceratese, e di rimando anche quella fermana, e in misura minore quella camerte, ha pertanto subito maggiori innovazioni rispetto alle zone di Fabriano ed Ascoli: è proprio per questo motivo che la metafonesi dittongata "napoletana" doveva un tempo essere estesa ininterrottamente da Fabriano ad Ascoli e comprendere anche Macerata, e solo successivamente ha ceduto il posto, in quest'ultima località, a quella "sabina" monottongata.
Questi sono gli esiti vocalici e consonantici più caratteristici del dialetto maceratese e fermano:
- Distinzione nella vocale atona finale maschile, cioè tra -o (<-o, -ō del latino) e -u (<ū latina) (omo < lat. HOMO, dittu < lat. DICTUM)[32], salvo che nelle località più settentrionali, come Porto Recanati, Recanati, Potenza Picena, Montelupone, Morrovalle, Montecosaro e Civitanova Marche, che hanno subito negli ultimi secoli un influsso dell'area centro-settentrionale, che ha portato alla totale indistinzione, in favore dell'unico fonema -o, in esatta corrispondenza con la lingua italiana (porto, gatto); bisogna poi precisare che la sola Porto Recanati, per l'influenza anconetana, presenta l'ulteriore fase di "scurimento" indistinto di tutte le "o" finali in u (celu, maru per "cielo, mare"; va notato che quest'ultima forma è rinvenibile invero anche nell'antico dialetto fermano, in cui si diceva lu maru, oggi ormai lu mare).

Pertanto il fenomeno della distinzione tra le originarie "o"/"u" finali mentre sulla costa copre la sola provincia di Fermo, e più precisamente va da Porto Sant'Elpidio a Pedaso, nell'entroterra si estende invece molto più a nord, comprendendo Montecassiano, Cingoli, Apiro, ecc., e spingendosi addirittura fino ai centri più meridionali della provincia di Ancona, quali Filottrano, Staffolo, Cupramontana e Serra San Quirico;
- Metafonia "ciociaresco-arpinate": Le parole che terminano in -u, -o ed -i e sono accentate su o/e subiscono uno scurimento di queste ultime, che passano a ó/é se sono acute oppure a u/i se sono gravi (cóttu < it. còtto, vurgu < it. bórgo, vitéllu < it. vitello, caprittu < it. caprétto, vidìmo < lat. VIDĒMUS, it. vediamo)[33]. Pare tuttavia che tanti secoli fa la metafonia, che ora si arresta lungo la linea Arcevia-Fabriano-Filottrano-Potenza Picena, fosse vitale anche in centri posti più a nord, come dimostrato da documenti dei secoli XIV XV di Recanati (terrino, quillo, quisto) e del secolo XVI di Ancona (quilli, furbitti, piumbo); attualmente invece lungo la costa, per il già citato influsso dell'area anconetana, la metafonia tende progressivamente a scomparire, soprattutto nelle vocali medio-alte: perciò a Civitanova si ha ad es. lo frichétto anziché lu frichittu;
- Vocali di inizio parola: subiscono l'aferesi se seguite da due o più vocali (mmazzà < ammazzare, špettà < aspettare);[32]
- Mancato passaggio -aro > -aio (ara < lat. AREAM, it. aia);
- Passaggio NG > GN (piàgne < piangere);
- Assimilazioni progressive: ND > NN (quanno < lat. QUANDO, mannà < mandare); MB > MM (gamma < gamba); LD > LL, solo nel vocabolo caldo e suoi derivati (callàra < caldaia);
- Le sonanti portano la nasale ad assimilarsi: (ullatru "un ladro", sarròccu "san Rocco", ummoméndu "un momento");
- Sonorizzazione delle sorde dopo nasale: NP > NB (témbu), NT > ND (monde), NC > NG (biangu), NF > NV (cunvusció "confusione"); e anche dopo l, che a sua volta si rotacizza davanti a consonante: (górba "volpe", òrda "volta", ardu "alto", tarvì "delfino", sordatu);
- Nell'area maceratese l davanti a sorda dentale e prepalatale si rafforza in -dd- (n addra òrda "un'altra volta"), mentre in quella fermana cade (n atra òta, aza "alza", pucì "pulcino");
- Palatizzazione G/GH > J (jì < it. ant. gire < lat. IRE, jórnu < giorno, janna < ghianda);
- La lenizione qui compare in forma totale in alcuni participi passati, come nel fabrianese (a Cingoli magnàu per "magnato", o a San Severino Marche gastigào per "castigato");
- Apocope: Subiscono troncamento le parole piane che terminano in no, ni, ne, aro, ari, ore, ori (colazzió < colazione, cà < cane/cani, trattó < trattore); perciò anche la desinenza -aro (non passata a -aio) viene apocopata (cappellà < cappellaro, it. cappellaio). In particolare l'apocope è un fenomeno che nelle Marche deve aver avuto la sua origine proprio nell'area maceratese, dov'è tuttora presente nella forma più completa, e da lì si è diffuso, ma solo per i finali in no, ne e ni, tanto verso nord, tanto a sud, arrestandosi all'altezza dei fiumi Esino e addirittura oltrepassando il Tronto, dato che è ancora avvertibile nei centri teramani di Sant'Egidio alla Vibrata, Nereto, Martinsicuro e Giulianova; l'apocope ricompare infine nel dialetto sabino, parlato tra L'Aquila e Tivoli. I dialetti di Ancona ed Ascoli Piceno sono perciò detti localmente ancunetà e asculà, e così vino suonerà el vì ad Ancona e lu vì ad Ascoli, mentre lo vì a Fermo e a Macerata, cambiando solo l'articolo, che è neutro nel dialetto fermano e maceratese, anziché maschile come nel dialetto anconetano e ascolano;
- "Armonizzazione vocalica": le atone interne, resistendo alla caduta, nel corpo della parola, per effetto di i e u della sillaba seguente, ogni e passa a i e ogni o a u (firita, vittura, furmica, cummune);
- Le occlusive sorde resistono molto più che in Toscana alla sonorizzazione: datu, patre, locu, rispetto al toscano dado, padre, luogo;
- Passaggio sistematico di B iniziale e intervocalica a V, da cui la nota espressione in cui un figlio chiede al padre: <<Oh va' vo' vè o vì?>> (<< Oh babbo, vuoi bere il vino?>>) e il padre risponde: <<va vé>> (<<va bene>>);
- Come conseguenza del fenomeno precedente, V intervocalica dilegua, come già in molte aree della provincia di Ancona, quali Osimo e Fabriano: (óu "uovo", ua "uva", caàllu "cavallo", piòe "piove").

Questi sono alcuni punti notevoli della grammatica del maceratese e del fermano:
- Articoli determinativi: Strettamente collegati al latino illum ed illam, suonano lu e la (lu cambu < il campo, lu sticchì < lo stecchino, ll'amicu < l'amico, la venedizzió < la benedizione). Esiste inoltre la distinzione tra il genere maschile e quello neutro, contraddistinto dall'articolo lo e riservato ai nomi collettivi e solitamente non numerabili (lo grà < il grano, lo cascio < il formaggio, lo vì < il vino) o agli infiniti dei verbi quando vengono usati come sostantivi (lo magnà < il mangiare, lo vénne < le cose vendute). Quindi, ad esempio, gróssu è aggettivo, mentre lo gròsso è sostantivo; lu véllu è la persona bella, lo vèllo è la bellezza, e così via.[32]
- Articoli e pronomi dimostrativi: Sono costruiti su tre gradi di origine latina: (qui)llu/quillu (= quel/quello) dal latino ECCU+ILLUM, štu/quištu (= questo) da ECCU+ISTUM, ssu/quissu (= codesto) da ECCU+IPSUM[34].
- Morfologia verbale: Si caratterizza per l'indistinzione fra terza persona singolare e terza persona plurale (lu vitéllu magna < il vitello mangia, li vitélli magna < i vitelli mangiano); il verbo essere è caratterizzato dalla voce di terza persona sing/plur adè (in alcune varianti edè) che deriva dal latino ADEST. Ecco il verbo èsse coniugato:

| indic. pres. | indic. imperf. | condiz. pres.   |
| ------------ | -------------- | --------------- |
| io sò        | ero            | sarrìa/serrebbe |
| tu sì        | eri            | sarrìa          |
| issu adè     | adèra/era      | sarrìa/serrebbe |
| noatri semo  | eraàmo/samo    | serremmo        |
| voatri séte  | eraàte/sate    | sarrìa          |
| issi adè     | adèrano/era    | sarrìa/serrebbe |

Il dialetto detto genericamente maceratese-fermano-camerte presenta molti caratteri in comune con i dialetti umbri l, sia nel lessico che nella grammatica e, nelle aree poste a sud del fiume Aso, anche con i dialetti marchigiani meridionali.
Come già si può dedurre dall'esame delle caratteristiche generali, l'area linguistica maceratese-fermano-camerte è l'unica che al giorno d'oggi manifesta una tendenza espansiva nel territorio marchigiano: ciò si verifica specialmente in direzione nord-ovest, ossia verso Fabriano - ma non verso nord-est, in quanto lungo la costa adriatica il maceratese sta arretrando per la recente pressione dell'anconetano - nonché verso sud, dove l'abruzzese non può esser certo dotato della benché minima velleità espansiva. Infatti il dialetto fermano, che pur differenziandosi almeno in parte dal maceratese rientra comunque nella sua orbita, ha ormai da decenni valicato il confine del fiume Aso, contaminando (come spiegato nella voce successiva) un po' tutte le parlate dell'area costiera e collinare a ridosso delle province di Fermo ed Ascoli: esso infatti ha prodotto nei centri interessati, specie nell'area tra Carassai e Ripatransone, il fenomeno del c.d. "doppio inventario vocalico"(concordanza sostantivo-aggettivo, soggetto-verbo, soggetto-verbo-oggetto), il quale fa sentire i suoi ultimi effetti a Grottammare, non lontanissimo dunque dal confine abruzzese.

### Dialetti marchigiani meridionali

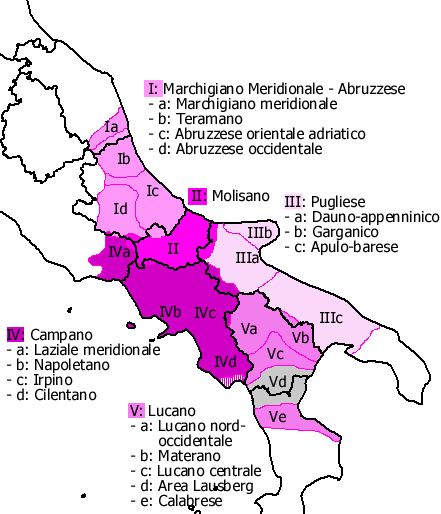
Il Marchigiano meridionale (Ⅰ-a) nel sistema del "Dialetto Marchigiano Meridionale - Abruzzese"

La zona dei dialetti dell'area compresa in gran parte tra il fiume Aso e il Tronto, coincidente pressappoco con l'area residua della provincia di Ascoli Piceno dopo l'istituzione della provincia di Fermo, appartiene al gruppo "marchigiano meridionale" e fa parte dei dialetti italiani meridionali. In quest'area l'introduzione del latino dopo la romanizzazione seguì un percorso diverso da quelli seguiti nell'area centrale della regione e nell'area settentrionale; la via di penetrazione della lingua di Roma fu la via Salaria, che attraversava un territorio sabellico.. Questi dialetti presentano marcati caratteri fonetici di tipo meridionale, dall'indebolimento delle vocali atone ad eccezione della -a finale (pronunciate indistinte, per cui casë per "caso", ma casa per "casa"), alla metafonesi delle toniche, che si presenta in forme diverse secondo le zone.
La metafonesi è di tipo "napoletano" o "sannita": con -i e -u finali, "é" ed "ó" si chiudono in ì ed ù, perciò ad Ascoli si ha issë ("lui"), ma éssa ("lei"), mentre "è" ed "ò" si dittongano, esattamente come nel napoletano in ì ed ù si dittongano in ié ed uó (biéllë ma bèlla, buónë ma bòna). Non mancano i particolarismi locali: in diverse zone ié ed uó passano a ìë ed ùë (nzìëmë per "insieme", chiùëvë per "chiodo"), finendo a San Benedetto del Tronto per coincidere con l'esito di "é" ed "ó" sotto metafonesi, cioè ì ed ù, per cui si ha bìllë, tìmbë, fùchë, eccetera. Questi caratteri sconfinano nella confinante area abruzzese (Sant'Egidio alla Vibrata per la metafonesi ascolana, Martinsicuro per quella sambenedettese), ma successivamente nel resto dell'Abruzzo adriatico permane la metafonesi solo da -i finale, mentre quella da -u ricompare in Molise.
Imprevedibili sono i risultati dell'evoluzione spontanea delle vocali toniche non metafonizzate, cioè il cosiddetto fenomeno dei "frangimenti vocalici", innovazione fonetica che pare essersi originata nei dialetti del teramano, dove è ancora molto vitale, diffondendosi poi anche nei dialetti aso-truentini, dove però pare essersi mantenuta non oltre la metà del XX secolo. Oggi dunque tale caratteristica non è più evidente, anche se ha influito fortemente sul vocalismo dei dialetti costieri nonché di alcune parlate dell'interno, come il dialetto forcese e quello di alcune frazioni dell'Alta Valle del Tronto (come San Martino di Acquasanta e Trisungo). I frangimenti vocalici sono comuni nei dialetti meridionali della costa e subappennino adriatico, soprattutto abruzzesi adriatici, molisani e pugliesi.
Tra i fenomeni in questione, meritano di essere ricordati:
- per “à” che a Montalto delle Marche, Acquaviva Picena, Monteprandone passava ad "è" palatalizzato, come pè per "pane", scèpë per "sciapo": questo fenomeno richiama condizioni settentrionali senza avere con esse collegamento diretto, e che si riscontra pure nell'Abruzzo settentrionale (provincia di Teramo).
- per “é chiusa”, che passava da ai "a" Montalto (màila per "mela"), in òi a Force (sòitë per "sete"), in "ei" a Monteprandone (reitë per "rete"), e ad "a" a Campofilone (màle, pàre) e Grottammare;
- per “ó chiusa”, che passava ad "ò" aperta a Porto San Giorgio (fiòre, cròce), ad "é" chiusa a Pedaso e Cupra Marittima (fiérë per "fiore", crécë per "croce"), e ad "à" a Grottammare (vàcë per “voce”, nàmë per “nome” pàrë per "pera", màntë per "monte");
- per “è aperta”, che passava ad "à", ad esempio a Porto San Giorgio (pràgo per "prego", bà per "bene", tàmpo per "tempo"), e dal dittongo iè aperto a Grottammare si aveva il dittongo "éi" (téipedë per "tiepido"), che a Pedaso e Cupra volgeva in é chiusa solo dove quest'ultima funge da accento finale (pè per "piede" té per "tiene");
- per “ò aperta”, che a Porto San Giorgio e San Benedetto si incamminava verso a, cui giungeva a Grottammare come per "ó" chiusa (bàve, càre, màrte per “bove, cuore, morte”), e all'originaria "à" non restava che passare ad "ò", così come a Cupra Marittima (nòsë per "naso", mòrë per "mare", piòntë per "pianta", lò per "là", quò per "qua"), per cui si potrebbe dire che in questi due centri il sistema vocalico si era attestato su basi "polemiche" rispetto alle aree vicine;
- per “ì” ed “ù”, che nell'area di San Benedetto del Tronto (inclusiva di Grottammare) giungono tuttora a una vera e propria rotazione vocalica, passando a "é" ed "ó" (es. tréstë per “triste” < tristem; , vé per "vino" , caléjë per “caligine”, sòbbëtë per “subito” < subitum, lócë per "luce"), e a Grottammare “ù” passava ad “ou” (loucë, mourë per “muro”), mentre fino a pochi decenni fa "i" che a Grottammare dà "ei"(deicë per "dice"), e a San Benedetto "ai" (daicë per "dice"). A Force "ì", verosimilmente attraverso "é", passava a "ö" velarizzata (cunöllë per "coniglio", nönguë per "nevica" < ninguit).

Caratteri ben precisi contraddistinguono la zona di Ascoli Piceno, che travalica il Tronto e sconfina anche in Abruzzo:
- la riduzione ad ë delle atone anche all'interno di parola, che altrove si scuriscono a u (sëmarë per "somaro", chëmëngiatë per "cominciato");
- la resa di -gli- e -lli- in -gghj- (es. figghjë < filium, capigghjë "capelli");
- il dileguo di g intervocalico, tipicamente abruzzese (lu àttë, la òbba);
- la tendenza all'assimilazione totale dei nessi l e r+consonante, anch'essa abruzzese(vòdda per "volta", caccòsa per "qualcosa", doggë per "dolce", fàzzë per "falso", pëcché "perché");
- qualche caso di epentesi vocalica (alliménë per "almeno", ólipa per "volpe", sùlëchë per "solco").

Caratteristico di un'area attorno ad Ascoli il passaggio di ë (finale o mediana) ad i dopo "l" (mèli per "miele", lindana per "lontana").
A livello morfologico si segnala innanzitutto, come già avviene nel maceratese, lo scambio degli ausiliari "essere" e "avere" nelle forme verbali composte (sò ddittë "ho detto", ma m'avié straccatë "m'ero stancato"). Ma ciò che più preme sottolineare è l'aberrazione di alcuni dialetti nordorientali di confine (soprattutto a Ripatransone e Cossignano), che hanno sviluppato una declinazione nel genere sovrapposta alla coniugazione verbale, caratteristica estranea a tutti gli altri dialetti romanzi: infatti nella flessione del verbo vi è l'interferenza delle desinenze della flessione nominale, impiegate per segnalare nella prima e nella seconda persona il sesso del parlante e dell'interlocutore ("io mangio" è i magnu per un uomo e i magne per una donna, "tu mangi" è tu magnu per un uomo e tu magne). Nella terza persona questo fenomeno riguarda sia il genere naturale sia grammaticale del soggetto ("cresce" è crésciu per un bambino o un albero, crésce per una bambina o per l'erba e créscë per il grano, che è neutro), e la desinenza del neutro è propria anche del verbo impersonale (piòvë, sògnë "piove", "bisogna"). Questo appena esaminato non è altro che uno dei vari aspetti del fenomeno del c.d. "doppio inventario vocalico" (concordanza sostantivo-aggettivo, soggetto-verbo, soggetto-verbo-oggetto), esteso fino a Grottammare.
I confini di quest'area dialettale tendono a sfumare tanto a nord quanto a sud, presentando numerose aree di transizione con il dialetto fermano nell'area della val d'Aso e con il dialetto teramano nella Val Vibrata.

#### Zona sambenedettese
è come un monte con una costa assai ritta,
e come là sopra t'aggrappi, t'arrampichi,
pure il fiato ti viene a mancare,
ma su in cima al monte non ce la fai mai ad arrivare»

## Tratti dialettali comuni e lessico
Per le ragioni precedentemente esplicate, sono pochi i tratti definibili come "pan-marchigiani", comuni cioè a tutte le varietà linguistiche diffuse nelle Marche. Tra di essi i più rilevanti paiono essere i seguenti quattro:
- l'uso del verbo alla terza persona singolare anche per quella plurale, fenomeno che si è ampiamente diffuso nell'italiano regionale (in quest'ultimo, ad esempio, loro va via);
- le preposizioni nti, nte, ntro derivate da "*intus", le quali tuttavia compaiono in modo guizzante e disomogeneo tra un'area e un'altra;
- la mancanza di raddoppiamento fonosintattico nella prima e nella terza persona del passato prossimo: ad es. "ho-fatto" e "ha-fatto" invece che "ho ffatto" e "ha ffatto"; la mancanza di raddoppiamento, è riscontrabile anche in Umbria e, esclusivamente nella terza persona, anche in Abruzzo;
- la pronuncia di alcuni vocaboli in maniera difforme dall'italiano standard: innanzitutto l'apertura dei suffissi in "-mento" e in "-mente" (momènto, praticamènte), tipica soprattutto di Ancona e provincia, nonché di buona parte di quella di Pesaro-Urbino, eccezion fatta per Pesaro e località limitrofe dell'estremo nord, e che poi si arresta alla foce del fiume Potenza per ricominciare all'altezza di Cupra Marittima e in tutta la provincia di Ascoli (eccezion fatta per San Benedetto); sono poi in vigore pronunce più aperte o al contrario più chiuse rispetto all'italiano, alcune delle quali diffuse in tutte le Marche e non solo, poiché sconfinano anche nel limitrofo Abruzzo, come ad es. scèndere per "scéndere", céntro per "cèntro", esémpio per "esèmpio", ecc.

Anche nel campo lessicale la situazione appare complessa e composita. Nello studio di F. Parrino sono isolati termini interessanti e più caratteristici delle quattro zone:
- a Pesaro carnacièr per "macellaio", baghéin per "maiale";
- ad Ancona impalchì per "appisolarsi", che ha connessioni nella Toscana orientale aretina, stròfu per "cencio", piòtu per "lento";
- nel Maceratese sarvaì per "imbuto", smuscinà per "rimestare" "scompigliare", conosciuto pure a Roma, pritu per "intero", màsciulu  per "mansueto", ecc;
- ad Ascoli furia per "molto", fracchia per "fango", rua per "via" (da "*ruga", che ha connessioni in dialetti di tutta Italia, specie in Abruzzo).

Sono anche da notare quei casi in cui la differenziazione tra dialetti settentrionali e meridionali porta a connessioni immediate con le regioni vicine: così il tipo fabbro dei primi, legato alle forme toscane e romagnole, si contrappone al tipo ferraro, che ha riscontro in Abruzzo. Tipiche voci centrali comuni pure a Umbria e Lazio sono nottola per "pipistrello", ragano per "ramarro" e lama per "frana" e "dirupo". Ma forse il caso lessicale più interessante è dato dalla sopravvivenza del latino *ningit nella forma ascolana néngue per "nevica", presente pure in Abruzzo.

## Dati statistici
Dati statistici diffusi dall'Istituto nazionale di statistica nel 2006 hanno evidenziato la vitalità delle varietà linguistiche locali delle Marche. Nell'Italia Centrale la regione, insieme all'Umbria, si è infatti contraddistinta per il superamento, in percentuale, dell'utilizzo del dialetto in famiglia rispetto alla media nazionale. Ma è tuttavia alle Marche che spetta il primato: 56,1% contro il 48,5% della media italiana e il 52,6% di quella umbra. Inoltre, nonostante tra il 2000 e il 2006 fosse calato di quasi quattro punti percentuali il numero dei cittadini che si dichiaravano esclusivamente o quasi esclusivamente dialettofoni - dal 18,1% al 13,9%-, è rimasta invece invariata la percentuale di quelli interessati da diglossia (bilinguismo in cui coesistono varietà di maggiore e minore prestigio che non si sovrappongono nelle loro funzioni), cioè "bilingui".
Rispetto ad una popolazione complessiva di 1,56 milioni di abitanti, i dialetti marchigiani hanno la seguente composizione.
I dialetti marchigiani settentrionali riguardano circa 440 000 marchigiani, ed esattamente quasi tutta la provincia di Pesaro (380.000), l'area di Senigallia (44,5), Montemarciano (10) e Ostra (6,6), per un totale del 28% circa dei residenti (441 000 su 1,56 milioni).
I dialetti marchigiani centrali riguardano il 58,6% dei residenti (915 000 su 1,56 milioni), così suddivisi:
- area anconitana 412 000 pari al 26,6% (474 000 tutta la provincia di Ancona meno Senigallia, Montemarciano e Ostra);
- area maceratese-fermano-camerte 496 000 pari al 31,9% (321 000 la provincia di Macerata e 175 000 la provincia di Fermo)

I dialetti marchigiani meridionali interessano 211 000 persone (tutta la nuova provincia di Ascoli Piceno).
Non si considerano alcune aree particolari, che però non incidono sensibilmente sulle percentuali, come ad es.:
- l'area omogenea di Fabriano (31,7 cfr. dialetto fabrianese), Cupramontana (4,9) e Cerreto d'Esi (4,0), ricompresa nel dialetto anconitano, potrebbe far parte del dialetto maceratese-fermano-camerte;
- l'area di confine di Montefiore dell'Aso (2,2), Carassai (1,2) e Comunanza (3,2), ricompresa nel dialetto ascolano, delle Marche meridionali potrebbe rientrare nel dialetto maceratese-fermano-camerte.

## Cinema
Il film Li tre jorni de la Merla (2013) di Gabriele Felici è tutto in dialetto marchigiano, senza però specificazione della località precisa.
Anche nella serie cinematografica di Brancaleone, con Vittorio Gassman, è possibile riscontrare l'utilizzo di forme dialettali genericamente definibili come "umbro-marchigiane", senza una specifica provenienza.